# Мостовка (платформа)
Мосто́вка — остановочный пункт Восточно-Сибирской железной дороги на Транссибирской магистрали (5574 километр).
Расположен в Прибайкальском районе Республики Бурятия на юго-западной окраине села Мостовка у федеральной автомагистрали «Байкал».

## Пригородные электрички
| № поезда | Маршрут движения   | № поезда | Маршрут движения   |
| -------- | ------------------ | -------- | ------------------ |
| 6631     | Улан-Удэ — Мысовая | 6632     | Мысовая — Улан-Удэ |
| 6637     | Улан-Удэ — Мысовая | 6638     | Мысовая — Улан-Удэ |